# Lago Ludaš
El Lago Ludaš o Ludoš (serbio: Ludaško/Ludoško jezero, húngaro: Ludas o Ludasi-tó) es un lago poco profundo en la provincia de Voivodina en el norte de Serbia, cerca de Subotica. Es un reserva natural especial y, desde 1977, designado como un humedal de relevancia internacional por la Convención de Ramsar. El nombre del lago proviene del húngaro "ludas", que significa ganso.

## Geografía
El lago se encuentra a 12 kilómetros al sureste de Subotica, a 10 km de la autopista E75, cerca de los pueblos de Šupljak y Hajdukovo. Alrededor de 4,5 km de largo, se extiende en dirección norte-sur. Se encuentra en el terreno arenoso entre el Danubio y el río Tisza, en la frontera de la meseta de loes de Bačka. Su parte septentrional es más ancha y pantanosa, mientras que la parte meridional se encuentra enterrado en loes, con orillas de 3–4 m de alto. El fondo del lago está hecho de capas de arcilla blanca, cubierta por lodo. El agua es poco profunda, con la profundidad media de solo 1 m y alcanzando la profundidad máxima de 2,25 m. El lago se congela tres meses al año, y en el verano su temperatura puede llegar a los 30 °C.
El lago tiene un origen eólico, y su lecho fue formado aproximadamente hace un millón de años, conforme los vientos vaciaron las dunas de arena a lo largo de la meseta de arcilla. Antes de que se introdujera el sistema de regulación de agua en la zona, solía ser un pantano, alimentado por las precipitaciones naturales y varios arroyos de agua, mientras que una rama del río Kereš toma el agua externa al Tisza. También recibe influjo de agua de los canales Bega y Palić-Ludaš.

## Protección
La primera ley de protección de la naturaleza del lago fue aprobada en 1955, y en 1958 el área fue designada como una reserva natural estricta, extendiéndose por un área de 6,33 kilómetros cuadrados. En 1982, el área pasó a ser parte integral del parque regional "Palić-Ludaš", que estaba dividido en dos áreas después de construirse la autopista E-75 en 1991. Esfuerzos por un estatus de protección internacional se introdujeron por vez primera en 1973, cuando el Consejo Ejecutivo de Voivodina seleccionó el lago para la lista de sitios Ramsar, y el 28 de marzo de 1977 fue incluido en la lista Ramsar de humedales de importancia internacional. En 1989, el lago y sus alrededores fueron seleccionados como un área importante para las aves.